# Anguloa eburnea
Anguloa eburnea är en orkidéart som beskrevs av Jean Jules Linden och Benjamin Samuel Williams. Anguloa eburnea ingår i släktet Anguloa och familjen orkidéer. Inga underarter finns listade i Catalogue of Life.